# 3-Carène
Pour les articles homonymes, voir Carène.
Le 3-carène, également appelé Δ³-carène, est un composé organique qui appartient à la famille des carènes, des monoterpènes bicycliques.

## Provenance
Le 3-carène est le constituant principal (30 à 40 %) des térébenthines. De plus, il est présent en grande quantité dans l'huile de poivre noir (35 %). On en trouve dans les plantes du genre Citrus, les tanins, etc.

## Propriétés
Ce liquide bout sous une pression de 11 mbar à 45 °C. Il est incolore, inflammable et a une odeur agréable.

## Utilisation
Par ozonolyse, le 3-carène peut être transformé en arômes. On peut l'utiliser comme matière première pour la synthèse du menthol.